# NGC 111
NGC 111 je jedan još nepotvrđen i neutvrđen objekt u zviježđu Kitu. Otkrio ga je 1886. američki astronom Francis Preserved Leavenworth na koordinatama rektascenzije 26 min i 38,4 s i deklinacije -2° 37′ 30".
Astronomi koji su poslije promatrali taj položaj nisu uočili taj objekt.

## Vanjske poveznice
- SEDS: NGC 0111